# Mallinde

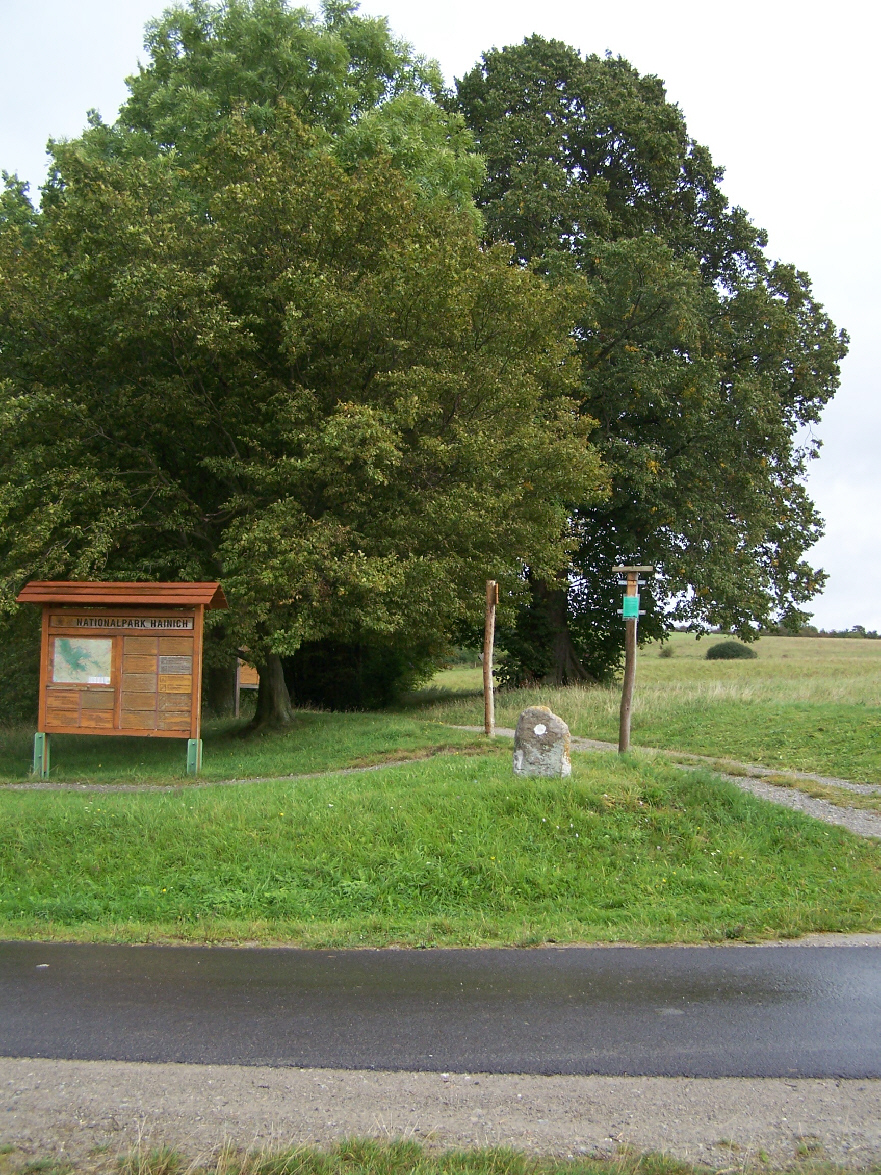
Malstein und Mallinde

Die Mallinde befindet sich in der Gemeinde Berka vor dem Hainich nordöstlich oberhalb des Ortes. Der alte Baum gilt als ein Wahrzeichen des Hainich und wurde als Naturdenkmal unter Schutz gestellt. 
Unmittelbar neben dem Baum befindet sich der Malstein, die Markierung eines alten Gerichtsplatzes. Hier wurde seit dem 12. Jahrhundert durch die Thüringer Landgrafen Gericht gehalten. Diese Stätte wurde auf dem Wappen von Berka verewigt. Am Wanderparkplatz an der Mallinde beginnt ein Naturlehrpfad des Nationalparks Hainich zur Silberborn-Quelle mit Silberborn-Linde.